# Liste des longs métrages thaïlandais proposés à l'Oscar du meilleur film international
Cet article présente la liste des longs métrages thaïlandais proposés à l'Oscar du meilleur film international.

## Films proposés par la Thaïlande
| Année (Cérémonie) | Titre français                                               | Titre original                            | Réalisateur                  | Résultat       |
| ----------------- | ------------------------------------------------------------ | ----------------------------------------- | ---------------------------- | -------------- |
| 1985 (57e)        | Nam Phu (th)                                                 | น้ำพุ                                       | Euthana Mukdasanit           | Non nommé      |
| 1990 (62e)        | Le Gardien d'éléphants                                       | คนเลี้ยงช้าง                                 | Chatrichalerm Yukol          | Non nommé      |
| 1991 (63e)        | Nawng mia (th)                                               | น้องเมีย                                    | Chatrichalerm Yukol          | Non nommé      |
| 1996 (68e)        | Kalla khrung nueng... muea chao nee (th)                     | กาลครั้งหนึ่ง เมื่อเช้านี้                         | Bhandit Rittakol (th)        | Non nommé      |
| 1998 (70e)        | Sia dai 2 (th)                                               | เสียดาย 2                                  | Chatrichalerm Yukol          | Non nommé      |
| 1999 (71e)        | Ta fa likit                                                  | ท้าฟ้าลิขิต                                   | Oxide Pang                   | Non nommé      |
| 2001 (73e)        | Ruang talok 69                                               | เรื่องตลก 69                                | Pen-Ek Ratanaruang           | Non nommé      |
| 2002 (74e)        | 14 tula, songkram prachachon (th)                            | 14 ตุลา สงครามประชาชน                      | Bhandit Rittakol (th)        | Non nommé      |
| 2003 (75e)        | Monrak Transistor                                            | มนต์รักทรานซิสเตอร์                           | Pen-Ek Ratanaruang           | Non nommé      |
| 2004 (76e)        | Last Life in the Universe                                    | เรื่องรัก น้อยนิด มหาศาล                       | Pen-Ek Ratanaruang           | Non nommé      |
| 2005 (77e)        | Hom rong (th)                                                | โหมโรง                                    | Itthisoontorn Vichailak (th) | Non nommé      |
| 2006 (78e)        | The Tin Mine (th)                                            | มหา'ลัย เหมืองแร่                            | Jira Maligool (th)           | Non nommé      |
| 2007 (79e)        | Ahingsa-Jikko mee gam (pt)                                   | อหิงสา จิ๊กโก๋ มีกรรม                          | Kittikorn Liasirikun (en)    | Non nommé      |
| 2008 (80e)        | King Naresuan, le souverain du Siam                          | ตำนานสมเด็จพระนเรศวรมหาราช ตอนประกาศอิสรภาพ | Chatrichalerm Yukol          | Non nommé      |
| 2009 (81e)        | The Love of Siam                                             | รักแห่งสยาม                                 | Chookiat Sakveerakul (th)    | Non nommé      |
| 2010 (82e)        | Khwaam jam sun... Tae rak chan yao (th)                      | ความจำสั้น แต่รักฉันยาว                        | Yongyoot Thongkongtoon (th)  | Non nommé      |
| 2011 (83e)        | Oncle Boonmee, celui qui se souvient de ses vies antérieures | ลุงบุญมีระลึกชาติ                              | Apichatpong Weerasethakul    | Non nommé      |
| 2012 (84e)        | Kon Khon (pt)                                                | คนโขน                                     | Sarunyu Wongkrachang         | Non nommé      |
| 2013 (85e)        | Headshot (th)                                                | ฝนตกขึ้นฟ้า                                  | Pen-Ek Ratanaruang           | Non nommé      |
| 2014 (86e)        | Countdown (th)                                               | เคาท์ดาวน์                                  | Nattawut Poonpiriya          | Non nommé      |
| 2015 (87e)        | Khid thueng withaya (th)                                     | คิดถึงวิทยา                                  | Nithiwat Tharathorn (th)     | Non nommé      |
| 2016 (88e)        | How to Win at Checkers (Every Time)                          | พี่ชาย My Hero                              | Josh Kim                     | Non nommé      |
| 2017 (89e)        | Arpat (th)                                                   | อาปัติ                                      | Kanittha Kwanyu              | Non nommé      |
| 2018 (90e)        | Dao khanong (th)                                             | ดาวคะนอง                                  | Anocha Suwichakornpong       | Non nommé      |
| 2019 (91e)        | Malila (th)                                                  | มะลิลา                                     | Anucha Boonyawatana          | Non nommé      |
| 2020 (92e)        | Sang krasue (th)                                             | แสงกระสือ                                  | Sitisiri Mongkolsiri         | Non nommé      |
| 2021 (93e)        | Happy Old Year (th)                                          | ฮาวทูทิ้ง ทิ้งอย่างไรไม่ให้เหลือเธอ                | Nawapol Thamrongrattanarit   | Non nommé      |
| 2022 (94e)        | The Medium                                                   | ร่างทรง                                    | Banjong Pisanthanakun        | Non nommé      |
| 2023 (95e)        | Wan sudthay..Kxn bay thex (th)                               | วันสุดท้าย ..ก่อนบายเธอ                       | Nattawut Poonpiriya          | Non nommé      |
| 2024 (96e)        | Phuean (mai) sanit (th)                                      | เพื่อน(ไม่)สนิท                               | Atta Hemwadee                | Non nommé      |
| 2025 (97e)        | Comment devenir riche (grâce à sa grand-mère) (Lahn Mah)     | หลานม่า                                    | Pat Boonnitipat (en)         | Présélectionné |